# Питсборо (Мисисипи)
Питсборо (енгл. Pittsboro) град је у америчкој савезној држави Мисисипи.

## Демографија
По попису из 2010. године број становника је 202, што је 10 (-4,7%) становника мање него 2000. године.
| Група             | 2000.       | 2010.       |
| Белци             | 163 (76,9%) | 160 (79,2%) |
| Афроамериканци    | 45 (21,2%)  | 39 (19,3%)  |
| Азијати           | 0 (0,0%)    | 0 (0,0%)    |
| Хиспаноамериканци | 3 (1,4%)    | 0 (0,0%)    |
| Укупно            | 212         | 202         |